# Krai de Kírov
El krai de Kírov fue una unidad administrativa y territorial que existió entre 1934 y 1936 como parte de la República Socialista Federativa Soviética de Rusia. Los límites del krai coincidían aproximadamente con los límites de la antigua gobernación de Viatka. La región ocupaba un área de 144 300 km² con una población de más de 3 millones de personas. Al mismo tiempo, la proporción de la población urbana apenas superó el 13%.
El centro regional era la ciudad de Kírov.

## Historia
El 7 de diciembre de 1934, se emitió la Resolución del Comité Ejecutivo Central de toda Rusia de la Unión Soviética "Sobre la División del Krai de Gorki", según la cual dicho territorio se dividió en dos partes: la parte suroeste se convirtió en el krai de Gorki propiamente dicho (con su centro en la ciudad de Gorki), y sobre las regiones del noreste y el óblast autónomo Udmurto se formó el krai de Kírov (con su centro en la ciudad de Kírov).
La frontera entre los krais de Gorki y Kírov pasaba a lo largo de las zonas orientales de los raiones de Pyshchug, Shariá, Vetluga, Shajunia, Urén, Voskresenskoye y la frontera norte de la óblast autónomo Mari, que formaba parte del krai de Gorki.
En el momento de su formación incluía 57 ókrugs (18 ókrugs del óblast autónomo Udmurto, 37 distritos del krai de Gorki y 2 distritos de la óblast de Sverdlovsk). La reorganización que tuvo lugar pronto aumentó el número de distritos a 81, incluidos 27 en la República de Udmurtia.
El 28 de diciembre de 1934, el óblast autónomo Udmurto se transformó en la RASS de Udmurtia. El 5 de diciembre de 1936, la RASS de Udmurtia se separó del krai de Kírov, y esta última se transformó en el óblast de Kírov.

## Población
En 1933, la población de los distritos del krai de Gorki y la óblast de Sverdlovsk, donde más tarde surgió el krai de Kírov, era de poco más de 3 317 000 personas, mientras que la mayoría de ellos (2 884 500 personas) vivían en zonas rurales, y sólo 432 500 personas en ciudades y pueblos. El asentamiento más grande fue Izhevsk (127 800 personas) el centro de la RASS de Udmurtia, y el distrito más grande por población era Sarápul (87 800 personas).
La población del centro administrativo de la región, la ciudad de Kírov, era de solo 85 .600 personas. Otros asentamientos (que sumaban más de 10 000 personas) - Vótkinsk (36 200 personas), Sarápul (33 800 personas), Mozhgá (15 100 personas), Kotélnich (12 700 personas), Slobodskoy (13 800 personas), Omutninsk (12 400 personas), Glázov (11 400 personas). De lo cual se desprende que los asentamientos más grandes, con la excepción de Kírov, formaban parte de Udmurtia.
La masa principal de la población se concentró en las regiones sur y centro de la región. Allí la densidad de población era de 30 o más personas por kilómetro cuadrado (por ejemplo, en Sanchursk - 47 personas por kilómetro cuadrado, Pizhanka - 37 personas por kilómetro cuadrado, Alnashi - 38 personas por kilómetro cuadrado, Sharanga - 33 personas por kilómetro cuadrado). En el norte, la densidad caía a 2 personas por kilómetro cuadrado (raión de Kai). Al mismo tiempo, la densidad de población promedio era de 27 personas por kilómetro cuadrado en la RASS de Udmurtia y de 23 personas por kilómetro cuadrado en toda la región.